# Suzuki
Suzuki Motor Corporation (スズキ株式会社 Suzuki Kabushiki gaisha?), es una empresa multinacional japonesa dedicada a la fabricación de automóviles, especialmente vehículos todoterreno y compactos, motocicletas, motores fuera borda, así como una variedad de otros productos equipados con motor de combustión interna. Fue fundada en 1909 en la localidad de Minami-ku (Hamamatsu), prefectura de Shizuoka, Japón, por Michio Suzuki.
Suzuki es un fabricante independiente, aunque durante unos años tuvo vínculos cercanos con General Motors y Volkswagen, sin llegar a ser controlado por otro fabricante.

## Historia

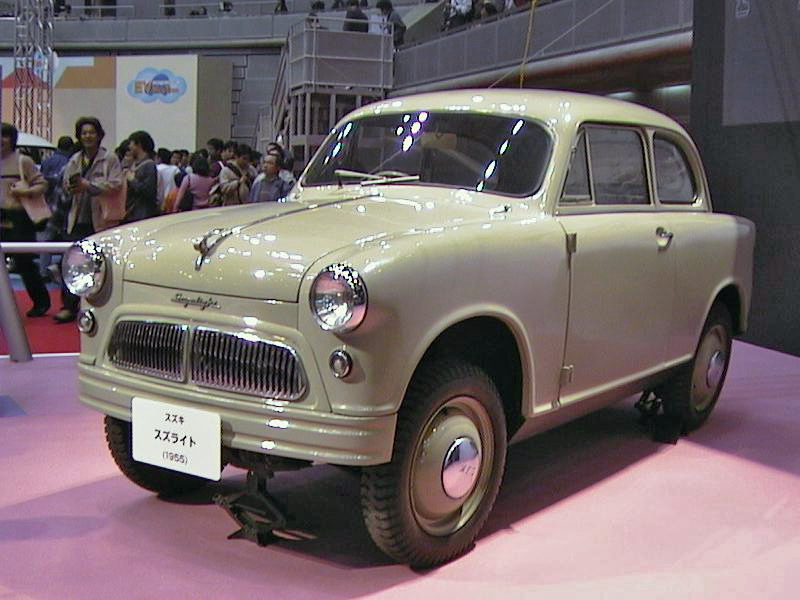
Suzulight de 1955

La compañía fue fundada en 1909 con el nombre de Suzuki Loom Works, estando inicialmente dedicada a la fabricación de telares. En 1952 Suzuki comenzó a fabricar un modelo de bicicleta equipada con un motor 2x36cc. Al año siguiente introdujo un segundo modelo de bicicleta. En 1954 cambian el nombre de la compañía a Suzuki Motor Co., Ltd y construye la “Colleda”, su primera motocicleta completa. Se trataba de una máquina monocilíndrica de 90 cm³ (5,5 pulgadas cúbicas).
En octubre de 1955, Suzuki introdujo su primer coche fabricado en serie: el Suzuki Suzulight, con un motor de dos cilindros en línea de dos tiempos y 360 cm³ (22 pulgadas cúbicas). que tuvo muy buena acogida en Japón. En 1961 introdujo el Suzulight Carry, que fue la primera de muchas furgonetas de la marca.
El primer automóvil Suzuki que entró en producción regularmente fue el Suzulite de 1961, un pequeño vehículo de cuatro plazas con la sigla 360 TL. Tenía un motor de dos cilindros en línea, situado en la parte delantera en posición transversal de 360 cm³ (22 pulgadas cúbicas). Era de tracción delantera y una transmisión manual de tres velocidades. Con una potencia de 21 CV (15,4 kW) SAE a las 4500 rpm, podía alcanzar los 85 km/h (53 mph).
En los años 1970, los modelos Fronte y Jimny hacen posible aumentar las exportaciones. En 1981, Suzuki alcanza un acuerdo con General Motors para satisfacer la creciente demanda de coches pequeños. Con la ayuda de "Isuzu", el "Sprint" de Chevrolet ("Suzuki Cultus" en Japón), se introduce en los Estados Unidos, con lo que da inicio a la serie de alianzas que realiza con otros fabricantes automotrices. En 1985 el modelo "Samurai" es el primer automóvil en los Estados Unidos lanzado bajo la marca de fábrica de Suzuki. Así mismo, desde 1987 Suzuki exporta algunos de sus modelos a los Estados Unidos bajo marca de fábrica Geo creada por GM para competir con las marcas extranjeras. En 1998 Chevrolet absorbe a Geo, pasando sus modelos a ser vendidos bajo la marca Chevrolet.
En 2002, las ventas globales de la marca alcanzan los 30 millones de unidades.
En 2016, Suzuki fue el mayor fabricante de automóviles subcompactos a nivel mundial. Por segundo año consecutivo, fue la marca número uno en cuanto automóviles pequeños se refiere. En septiembre de 2017, las ventas globales de la marca lograron superar los 2.6 millones de unidades comercializadas, desde que se adentró en la fabricación de automóviles en 1955. La cifra productiva de Suzuki se situó en 3.05 millones de unidades en 2019, un 11.1% menos que el año anterior. La marca ensambló 946 768 unidades en Japón y su producción en el resto del mundo fue de 2.1 millones de unidades.

## Motos

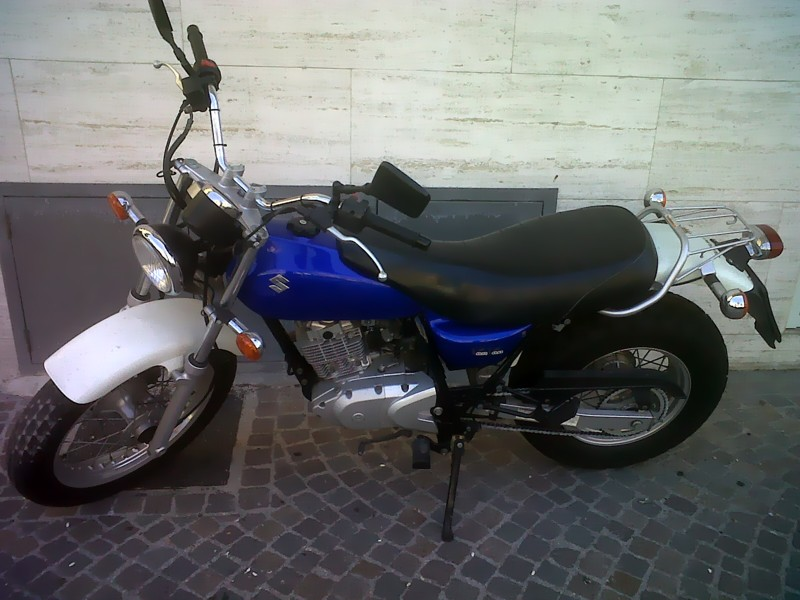
Van Van 125 4T.

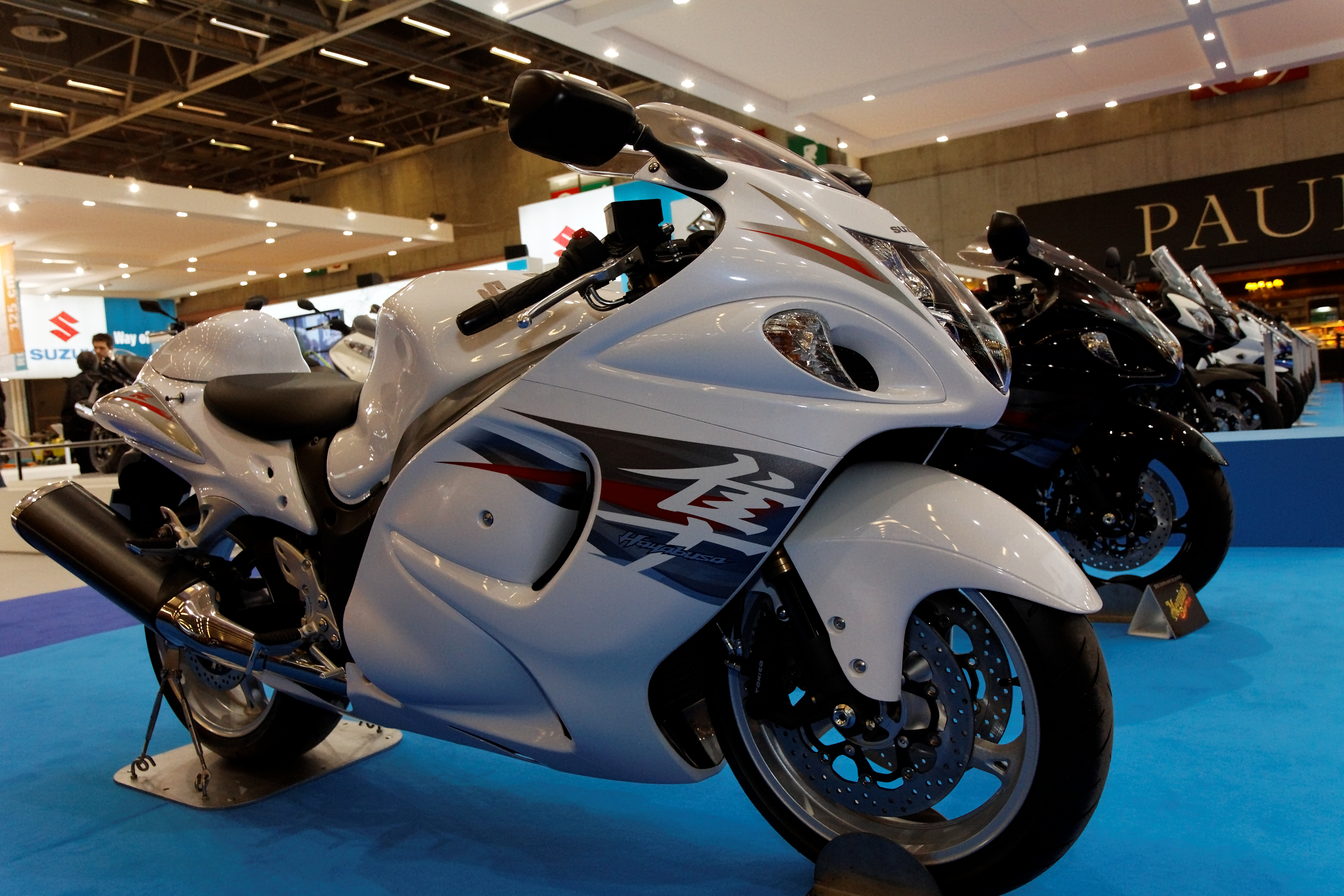
GSX-1300R Hayabusa en el Salón de la moto de París de 2011.

Suzuki comenzó a fabricar motocicletas en 1952, siendo los primeros modelos bicicletas motorizadas. De 1955 a 1976 la compañía fabricó motocicletas sólo con motores de dos tiempos, siendo el modelo de dos tiempos más grande el Suzuki GT 750 -G2F5 tricilíndrico refrigerado por agua.
Un factor importante en el éxito de Suzuki en la competición de dos tiempos fue la Alemania Oriental Grand Prix racer Ernst Degner, que desertó a Occidente en 1961, trayendo consigo su experiencia en motores de dos tiempos del fabricante de Alemania del Este MZ. Los secretos que Degner trajo consigo fueron tres tecnologías cruciales: el puerto de sobrealimentación, la cámara de combustión y la válvula rotativa. Walter Kaaden de MZ fue el primer ingeniero en combinar estas tres tecnologías cruciales.
Suzuki contrató a Degner y este ganó el Campeonato del Mundo de carreras en carretera de la clase de 50 cm³ (3,1 pulgadas cúbicas) de la Federación Internacional de Motociclismo para ellos en la temporada de 1962. Suzuki se convirtió en el primer fabricante japonés en ganar un campeonato del mundo de motocross cuando Joel Robert ganó el título de 250 cm³ (15,3 pulgadas cúbicas) en 1970. En los años 1970, Suzuki se estableció en el mundo del motociclismo con Barry Sheene Marco Lucchinelli 1981 Franco Uncini 1982 ganando campeonatos del mundo en la categoría reina de 500 cm³ (30,5 pulgadas cúbicas).
En 1976, Suzuki presentó sus primeras motocicletas desde la Colleda COX de los años 1950 con motores de cuatro tiempos, la GS400 y la GS750.
En 1994, Suzuki se asoció con Nanjing Jincheng Machinery para crear un fabricante y exportador chino de motocicletas llamado "Jincheng Suzuki".
Suzuki siguió compitiendo en MotoGP y ganó el título por última vez en la temporada 2000. De 2006 a 2011, el equipo fue patrocinado por Rizla y fue conocido como el equipo "Rizla Suzuki". El 18 de noviembre de 2011, Suzuki anunció la suspensión de las carreras de GP, en parte debido a los desastres naturales y la recesión, hasta 2014. Suzuki regresó a MotoGP en 2015.
Los siguientes años en MotoGP fueron más bien experimentales para Suzuki, con algunos éxitos puntuales; pero en 2020, en el centenario de Suzuki, el piloto español Joan Mir sorprendió al mundo al hacerse con el Campeonato del Mundo de MotoGP 2020, la primera conquista de Suzuki en un GP desde que Kenny Roberts Jr ganara el Campeonato del Mundo en 2000.
Además, Suzuki ha registrado un total de 94 victorias en las carreras TT de la Isla de Man. Suzuki también ha conseguido el subcampeonato en las distintas categorías de carrera en 100 ocasiones y un total de 92 terceros puestos.

## Fabricación
La mayor producción de vehículos de Suzuki continúa centrándose en Japón e India, con Maruti Udyog.
En 2020, la entrada en vigor de la normativa sobre emisiones de la Unión Europea (UE) supuso el fin de la comercialización del Suzuki Jimny en los Estados miembros, debido a sus elevadas emisiones de CO2, que podrían afectar la media de toda su gama de modelos, lo que le obligaría a pagar una multa.

## Vehículos autónomos
En 2019 Suzuki y el también fabricante japonés Toyota, establecieron una alianza con el fin de desarrollar una asociación a largo plazo para promover la colaboración en el campo de los vehículos autónomos. En marzo, las dos compañías niponas anunciaron que comenzarían el desarrollo conjunto de productos, a través de la colaboración en la producción, además de promover el suministro mutuo.

## Marcas y modelos

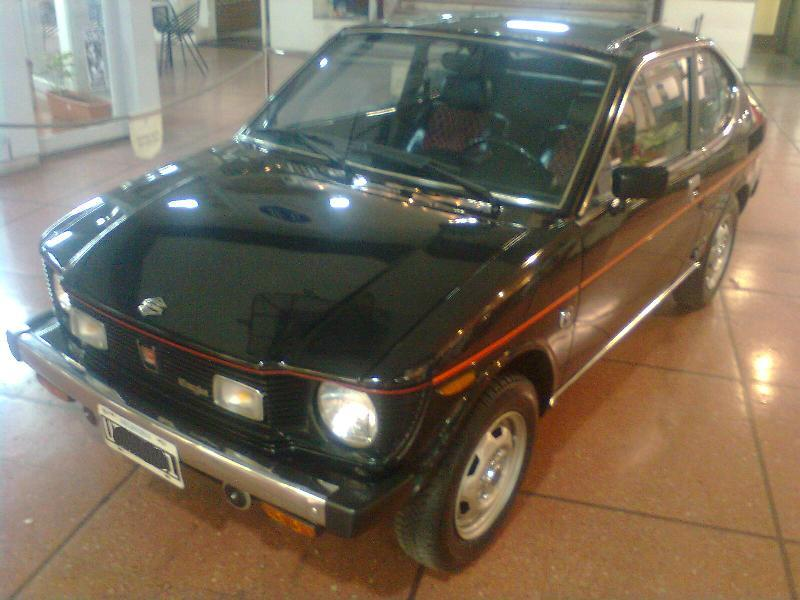
SC 100 CX-G de 1979 (versión especial).

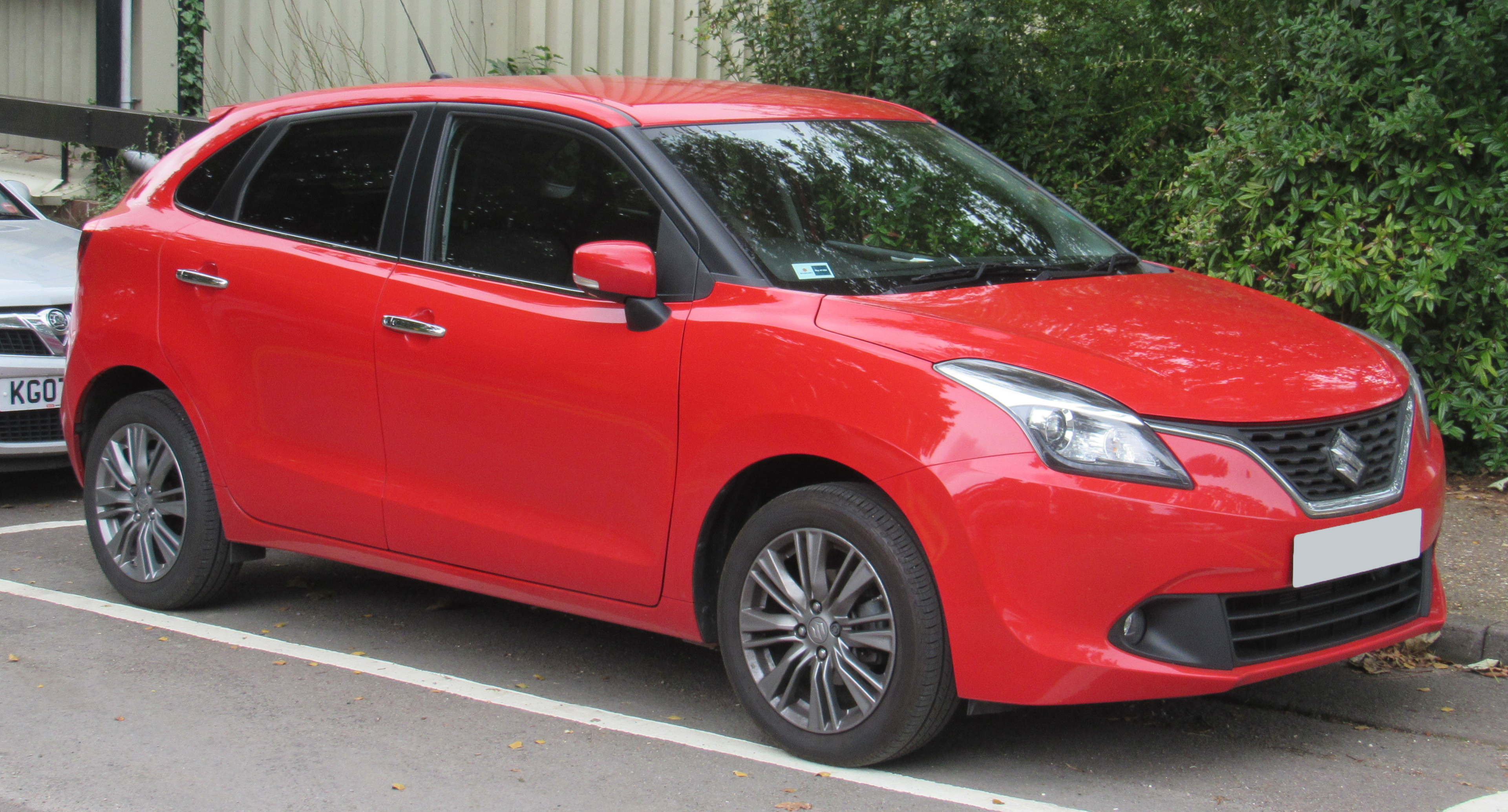
Baleno SZ5 Boosterjet 1.0 de 2016.

En los países andinos de Sudamérica Suzuki ensambló bajo el emblema Chevrolet en Venezuela el Swift (1.5L y 1.6L), la SuperCarry, Esteem, y la Grand Vitara, corta, media y XL7, también armó vehículos en Ecuador y fabricó y vendió como Chevrolet a través de GM Colmotores (Colombia) Sprint (Forsa/Cultus), Swift (3/5 puertas HB y 4 puertas Sedan), Esteem (Sedan y SW), Samurai (Hard Top, Soft Top y Long Body Soft Top), Jimny (Hard Top), Vitara y Grand Vitara (3/5 puertas, hasta el 2006. En 2007 la tercera generación de 5 puertas se comenzó a vender como Suzuki, mientras que la de 3 puertas que se vende en Colombia es la segunda generación y sigue siendo Chevrolet). General Motors OBB Ecuador (Vitara 3/5 Puertas Hard Top, incluso XL7, Grand Vitara 3/5 Puertas Hard Top) y Venezuela (Swift Sedan). La diferencia con las versiones japonesas eran visibles en el caso del Samurai.
En Europa, Suzuki fabricó el Subaru Justy y G3X Justy, que era una versión del Swift y más recientemente, del Suzuki Ignis. La mayor parte de los vehículos pequeños de Mazda (y Autozam) son fabricados por Suzuki, al igual que el Nissan Moco. Particularmente en Oceanía se conoció al Samurai/Sierra de Suzuki como el Holden Drover entre 1985 y 1987. Los Chevrolet Cruze y Holden Cruze fueron también producidos en las plantas de Suzuki, al igual que el Ignis pero con carrocería Holden. El Geo y el Chevrolet Tracker eran el Suzuki Vitara con otro nombre.
Suzuki ha lanzado vehículos con diseños vanguardistas y modernos, como el Kizashi, Vitara, que se ha instaurado como uno de los todoterreno más confiables, sofisticados y conocidos del mercado; y el Swift. Este último ha sido un éxito desde sus inicios, ya que en 2018 ganó el premio al mejor vehículo del año en Japón por tercera vez consecutiva. Suzuki anunció la segunda generación de la Grand Vitara (también conocida como "Escudo") en noviembre de 1997.
En India ha tenido éxito con sus modelos Maruti y Alto. En cuanto a su país de origen, Suzuki todavía mantiene una fuerte presencia, dado que el Suzuki Wagon R lanzado en 1993, se convirtió en uno de los kei car más vendidos hasta 2018 con 4 600 000 unidades solamente en Japón.